# Ахшері
Ахшері (д/н — бл. 650 до н. е.) — цар Манни близько 680—650 років до н. е.

## Життєпис
Син царя Улусуну. Близько 680 року до н. е. спадкував трон. В цей час на півночі оселилися кімерійці. Близько 675 року до н. е. Ахшері надав землі для скіфів-ішкуза на чолі із Ішпакаєм. Зрештою уклав антиассирійський союз з цими народами, а також мідянами. Спочатку він відвоював частину земель Урарту, зокрема Аллабрію. Слідом за цим відмовився від зверхності Ассирії, захопивши в неї прикордонні землі, що раніше були відняті царем Шаррукіном II. До 672 року з до н. е. перемінним успіхом воював проти ассирійського царя Асархаддона. Лише через зраду скіфського династа Партатуа мусив укласти мир з Ассирією, за якою зберіг частину раніше захоплених земель.
Близько 600/659 року до н. е. ассирійці в правління царя Ашшурбанапала здійснили похід проти Манни, з метою повернути собі території, втрачені в попередню війну. Війська «начальника голів» (друга вища військова посада) Набу-Шарр-уцур перейшли через Загрос. Ахшері спробував напасти на них і знищити під час ночівлі, але це йому не вдалося: маннейські війська були відкинуті. Ассирійці зайняли 8 фортець між південним кордоном Манни і її столицею Ізірту. Ахшері переніс свою резиденцію до фортеці Ішштатту. Ізірту, Узбіа і Урмейате опинилися в облозі супротивника. Проте вистояли, але ассирійці сплюндрували навколишні землі.
На зворотному шляху ассирійці захопили фортеці Шурдіру, Арсіяніш, Еріштеяна, Біру, Шарруікбі, Гусуне, які разом з провінцією Аллабрія були знову включені до меж Новоассирійської імперії.
Поразка, якої зазнав Ахшері, загострило внутрішні протиріччя в Манні, де почалося повстання вільних общинників-хліборобів і, можливо, рабів. Повстанці вбили Ахшері та більшу частину його родини, а також наближених радників. Єдиний син, що залишився в живих, Уаллі за допомогою ассирійців посів трон Манни. Натомість визнав зверхність Ашшурбаніпала.